# 계차수열
수학에서, 수열의 계차수열(階差數列)은 그 수열의 인접하는 두 항의 차로 이루어지는 수열이다. 예를 들어 수열
1, 4, 9, 16, ... , n2, ...
의 계차수열은
3, 5, 7, ... , 2n + 1, ...
과 같다. 수열 {an}의 계차수열의 일반항은 an+1 - an이다.

## 정의
수열 an}의 계차수열은 다음과 같은 수열 Δan}이다.
{\displaystyle \Delta a_{n}=a_{n+1}-a_{n}}
또, Δan}의 계차수열
{\displaystyle \Delta \Delta a_{n}=\Delta a_{n+1}-\Delta a_{n}=a_{n+2}-2a_{n+1}+a_{n}}
을 제 2계차수열이라고 하고, Δ2an}으로 표기한다.
임의의 자연수 k에 대하여 제 k계차수열(kth difference) Δkan}은 다음과 같이 정의된다.
{\displaystyle \Delta ^{k}a_{n}=\underbrace {\Delta \Delta \cdots \Delta } _{k}a_{n}}
또는 (점화식을 써서)
{\displaystyle \Delta ^{0}a_{n}=a_{n}}
{\displaystyle \Delta ^{k+1}a_{n}=\Delta \Delta ^{k}a_{n}=\Delta ^{k}a_{n+1}-\Delta ^{k}a_{n}}
위에서 알 수 있듯이, an의 영계 차수열은 자기 자신, 일계 차수열은 Δan이다.

## 예
- 수열 1, 3, 5, 7, ...과 2, 4, 6, 8, ...의 계차수열은 모두 2, 2, 2, 2, ...이다.
- 수열 1, ⁠1/2⁠, ⁠1/3⁠, ⁠1/4⁠, ...의 계차수열은 ⁠1/1 × 2⁠, ⁠1/2 × 3⁠, ⁠1/3 × 4⁠, ...이다.
- 수열 9, 99, 999, 9999, ...의 계차수열은 90, 900, 9000, ...이다. 이계 차수열은 810, 8100, ...이다.
- 피보나치 수열 1, 1, 2, 3, 5, 8, ...의 계차수열은 0, 1, 1, 2, 3, 5, 8, ..., 즉 0 하나를 앞에 붙인 것과 같다.
- 등차수열 an = pn + q의 계차수열은 상수열 Δan = p이다. 특별히, 상수열 an = c의 계차수열은 영수열 Δan = 0이다.
- 조화수열 an = ⁠1/pn + q⁠의 계차수열은 Δan = ⁠p/(pn + q)(pn + p + q)⁠이다.
- 주어진 수열 an의 합 Sn = a1 + … + an의 계차수열은 a2, a3, a4, ...이다.
- 3차 다항식인 n3의 1, 2, 3계 차수열은 각각 3n2 + 3n + 1, 6n + 6, 6이며, 이들은 각각 2차, 1차, 0차 다항식이다.

## 성질
- 임의의 수열 an}은 초항과 일계 차수열 Δan}에 의해 유일하게 결정된다.
{\displaystyle a_{n}=a_{1}+\Delta a_{1}+\Delta a_{2}+\cdots +\Delta a_{n-1}=a_{1}+\sum _{k=1}^{n-1}\Delta a_{k}}

다만, 홀수열 1, 3, ...과 짝수열 2, 4, ...처럼, 일계 차수열이 같더라도, 수열의 초항이 다르면 다른 수열이 된다.
- 더 나아가, 수열은 모든 계수(0, 1, 2, ...)의 계차수열의 초항에 의해 다음과 같이 유일하게 결정된다.[1]
{\displaystyle a_{n}=a_{1}+(n-1)\Delta a_{1}+{\frac {(n-1)(n-2)}{2}}\Delta ^{2}a_{1}+\cdots +\Delta ^{n-1}a_{1}=\sum _{k=0}^{n-1}{n-1 \choose k}\Delta ^{k}a_{1}}

여기서 {\displaystyle \textstyle {n-1 \choose k}}는 (n - 1)개의 대상 중에서 k 개를 고른 조합수이다.
- k계 차수열의 일반항은 원래 수열의 항에 의해 다음과 같이 전개된다.
{\displaystyle \Delta ^{k}a_{n}=a_{n+k}-ka_{n+k-1}+{\frac {k(k-1)}{2}}a_{n+k-2}+\cdots +(-1)^{k}a_{n}=\sum _{i=0}^{k}(-1)^{i}{k \choose i}a_{n+k-i}}
- 수열의 단조성은 계차수열을 이용해 기술할 수 있다. 수열 an}이 단조증가할 필요충분조건은 Δan ≥ 0이 모든 n에게 성립하는 것이다. 수열 an}이 단조감소할 필요충분조건은, Δan ≤ 0이 모든 n에게 성립하는 것이다.
- 아벨 변환
- 슈톨츠-체사로 정리

## 고계 등차수열
m계 등차수열(m ≥ 0)은 다음과 같이 귀납적으로 정의된다.
- 0이 아닌 상수의 수열은 0계 등차수열이다.
- 계차수열이 (k - 1)계 등차수열인 수열은 k계 등차수열이다.

위의 예시 문단에서, 수열 6, 6, ...}은 0계 등차수열이며, 그 수열을 계차수열로 하는 수열인 6n - 6}은 1계 등차수열이다. 마찬가지로 3n2 + 3n + 1}은 2계 등차수열, n3}은 3계 등차수열이다.
어떤 수열 an}이 m계 등차수열일 필요충분조건은, 일반항이 n에 대한 m차 다항식이라는 것이다.

## 같이 보기
- 점화식
- 계차
- 수열